# Arboretumul Simeria
Arboretumul Simeria este o arie protejată de interes național ce corespunde categoriei a IV-a IUCN (rezervație naturală de tip  dendrologic și peisagistic), situată în județul Hunedoara, pe teritoriul administrativ al orașului Simeria.

## Istoric
Rezervația naturală (înființată în anul 1995) a fost declarată arie protejată prin Legea Nr.5 din 6 martie 2000, publicată în Monitorul Oficial al României, Nr.152 din 12 aprilie 2000 (privind aprobarea Planului de amenajare a teritoriului național - Secțiunea a III-a - zone protejate) și se întinde pe o suprafață de 70 hectare.
Actuala rezervație a fost la origine un parc care împrejmuia în 1700 Castelul Gyulay (mai târziu numit Castelul Ocskay, apoi Castelul Bela Fay din Simeria).

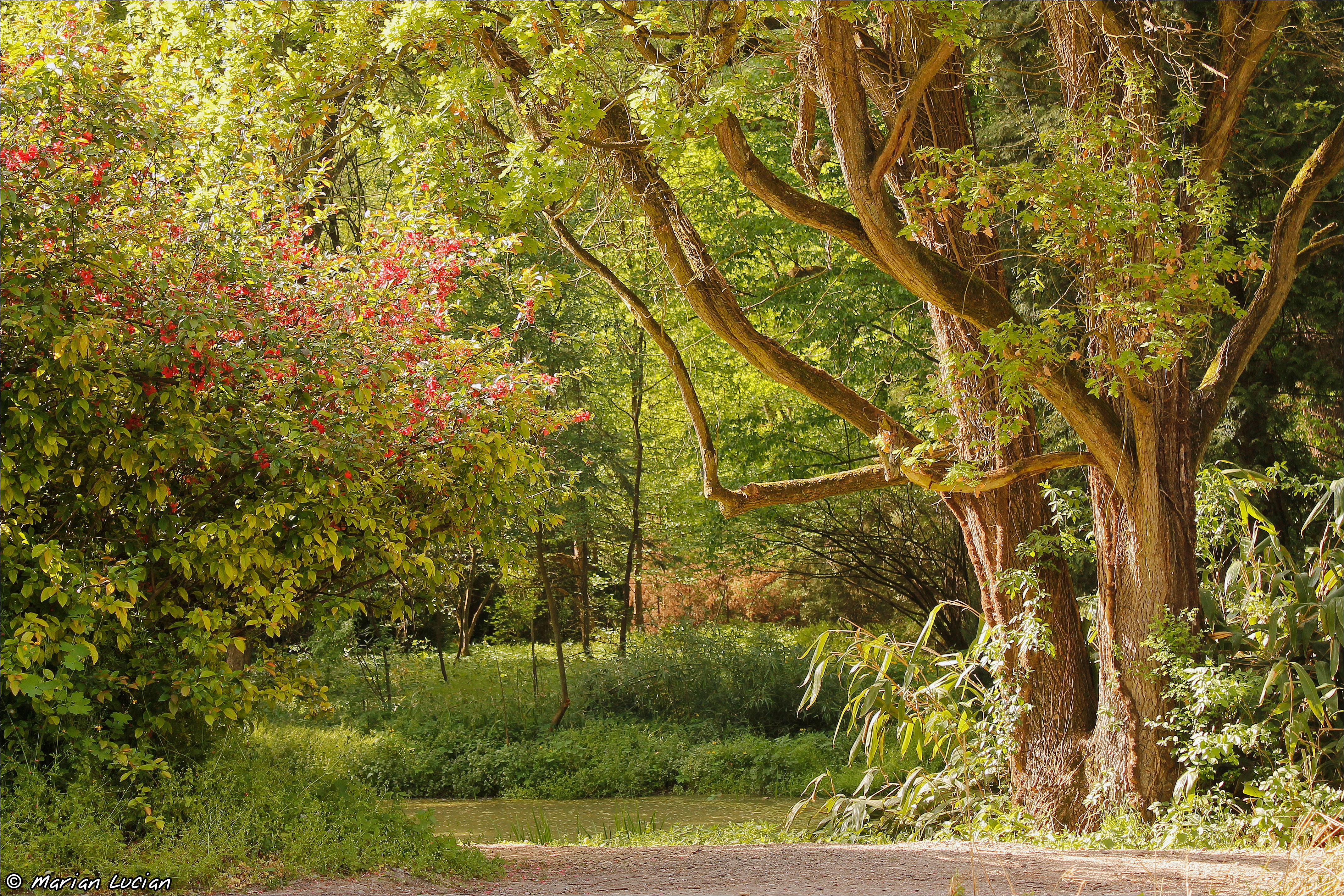
Arboretumul Simeria

## Descriere
Rezervația naturală (numită colocvial și Parcul dendrologic Simeria)  cuprinde cea mai veche și valoroasă colecție de plante exotice și autohtone din România, cu peste 2000 de taxoni, într-un ansamblu peisagistic deosebit. Rezervația se întinde pe o suprafață de 70 ha, clasându-se astfel pe locul 10 în Europa și pe locul 101 în lume conform Encyclopædia Britannica.

## Căi de acces
Rezervația se află la periferia orașului Simeria, la 10 km est de municipiul Deva, iar accesul se face din DN 7, urmând strada 1 Decembrie până la capăt (cca. 2 km), colț cu Str. Biscaria nr.1.